# Goldener Reis

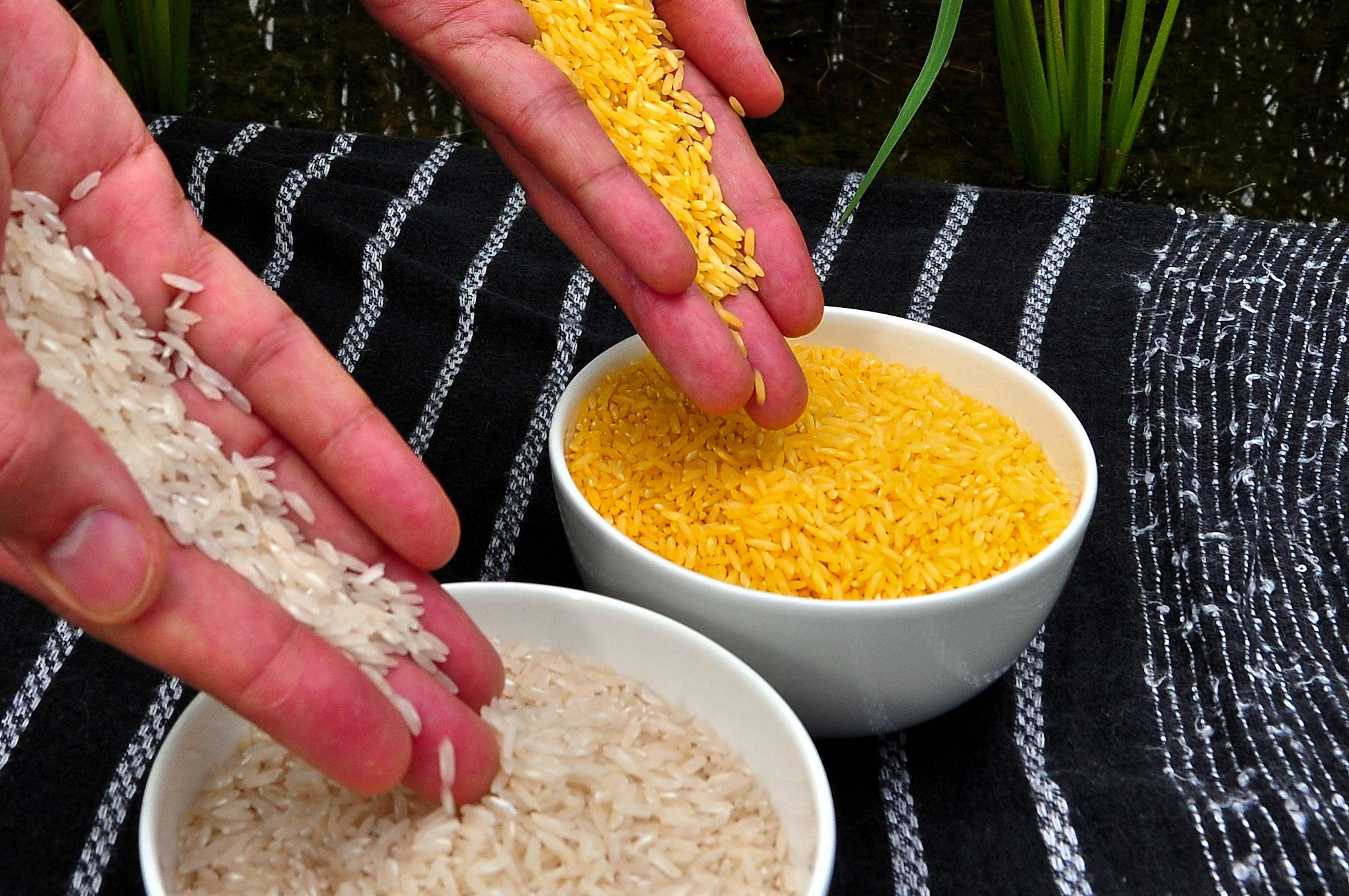
Goldener Reis (hinten) im Vergleich zu konventionellem Reis (vorne)

Goldener Reis (Golden Rice) ist eine Reissorte, die durch gentechnische Verfahren erhöhte Mengen an β-Carotin (Provitamin A) enthält. Die Entwicklung wurde 1992 von den Biologen Ingo Potrykus und Peter Beyer angestoßen. Die ersten Ergebnisse wurden 2000 in Science veröffentlicht und unter anderem Gegenstand einer Coverstory des Magazins Time unter dem Titel Dieser Reis könnte jedes Jahr Millionen Kindern das Leben retten. Die damit verbundenen Anliegen haben sich aber aus verschiedenen Gründen nicht erfüllt.

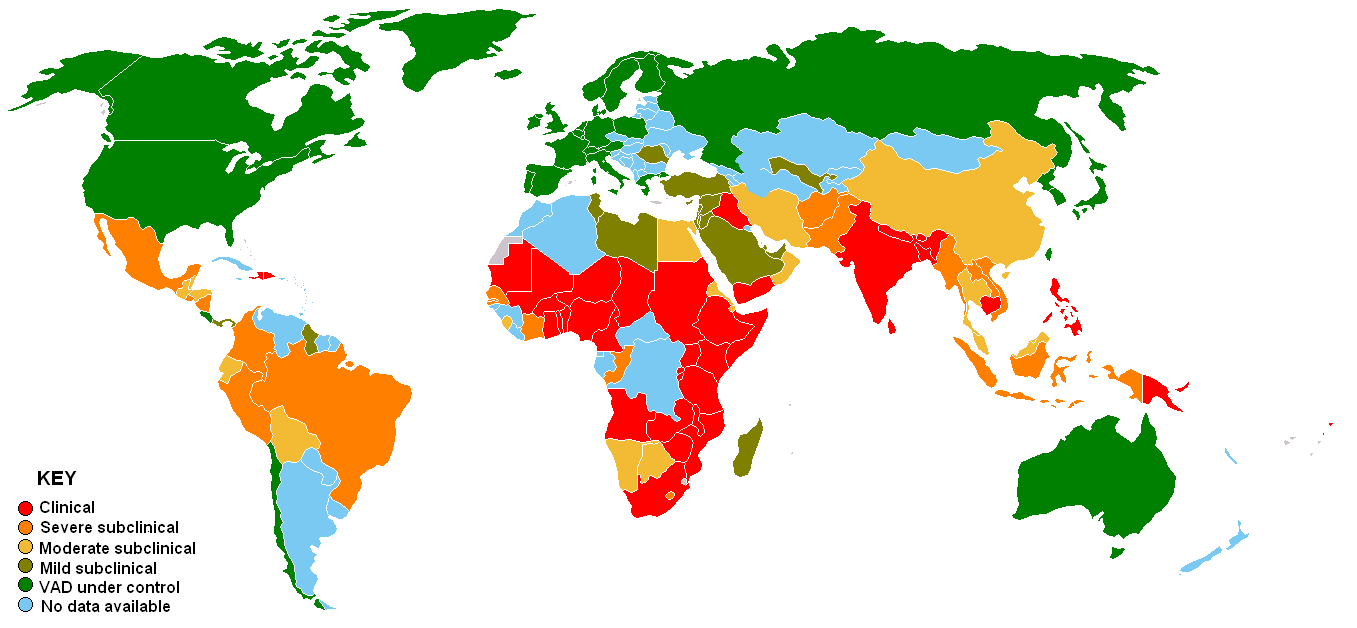
Vitamin-A-Mangel weltweit, rot klinische Auswirkungen, grün keine Relevanz (Stand 1995)

Ziel des Projekts war laut Potrykus und Beyer die Bekämpfung des in vielen Entwicklungs- und Schwellenländern häufigen Vitamin-A-Mangels. Der Goldene Reis gilt dabei – je nach Standpunkt – als Vorzeigeprojekt oder als Trojanisches Pferd der transgenen Grünen Gentechnik. Umwelt- und Antiglobalisierungsorganisationen kritisierten den Goldenen Reis. Dies führte in einzelnen Ländern zu vermehrten Überprüfungen, die sich unter anderem im 2003 verabschiedeten Cartagena-Protokoll wiederfinden.
Dessen ungeachtet wurde der Goldene Reis und das ihn vertretende Konsortium unter anderem mit dem 2015 Patents for Humanity Award des US-Patentamtes ausgezeichnet, der die Anwendung und Freigabe von patentierten Technologien für globale humanitäre Anwendungen ehrt. Beyer und Potrykus wurden wegen ihres Engagements für den Goldenen Reis weltweit bekannt und geehrt. Laufende Feldforschung zum Goldenen Reis wird unter anderem in den USA, Vietnam und den Philippinen durchgeführt, die private Bill-und-Melinda-Gates-Stiftung ist der größte Geldgeber.  Eine Weiterführung ist das Projekt ProVitaMinRice, welches sich darum bemüht, den Goldenen Reis mit weiteren lebenswichtigen Mikronährstoffen anzureichern.

## Hintergründe
In Südostasien ist Reis oft neben Milch das Hauptnahrungsmittel. Weißer Reis ist poliert und wird aus ästhetischen Gründen gegenüber dem nichtpolierten (hand milled) Reis bevorzugt. Weißer Reis hat ein höheres Prestige. Da polierter Reis weniger Nährstoffe hat, kann die Beliebtheit von poliertem Reis negative gesundheitliche Auswirkungen haben. Bei fettarmer Mangelernährung ist die Aufnahme von Nährstoffen eingeschränkt, Reis selbst ist die Hauptfettquelle bei den betroffenen Menschen.
Die Substitution von herkömmlichen Reis mit Provitamin-A-haltigem Goldenem Reis soll das Vitamin-A-Defizit mindern. Kritiker führen an, dass der Goldene Reis wegen seiner gelblichen Farbe möglicherweise nicht akzeptiert wird. Die Komplexität des Problems der Mangelernährung, welche auf soziale, ökonomische und kulturelle Faktoren zurückzuführen ist, lege nahe, die Lösung nicht in einer einzigen agrartechnischen Entwicklung zu suchen. Goldener Reis würde zwar den Vitamin-A-Mangel signifikant reduzieren, doch die sonstigen Erscheinungen der Mangelernährung unberührt lassen und zudem die Bauern in Abhängigkeit von den Agrargroßkonzernen lassen. Laut Greenpeace seien Mangel- und Unterernährung in der Regel ein Zeichen von Armut. Die Folgen des Vitamin-A-Mangels wären besser mit einer Kombination aus der Abgabe von hochdosierten Vitamin-A-Tabletten, Beimischungen in Grundnahrungsmitteln und einer Förderung von Obst- und Gemüsegärten abzustellen. Greenpeace berief sich dabei auf Empfehlungen der Weltgesundheitsorganisation (WHO) zum konventionellen Vorgehen.  Gemäß einer 2012 veröffentlichten Studie erschweren dies eine monokulturelle Ausrichtung der Subsistenzwirtschaft, mangelnde Infrastruktur, Zugänglichkeit und Bildungsferne. Den Autoren der Studie zufolge seien Betroffene mit modifiziertem Saatgut und nährstoffreicheren Sorten sicherer zu erreichen. Studien zur Anwendung von Vitaminpillen in Äthiopien ergaben, dass diese als kurzfristige Krisenintervention hilfreich seien, sich jedoch Maßnahmen zu einer nachhaltigen Lebensmittelversorgung anschließen müssten, ebenso sei es erforderlich Personen mit geringem Einkommen hinsichtlich der Ernährung zu unterstützen. Selbst die (konventionelle) systematische Anreicherung von Grundnahrungsmitteln scheitert (2015) in manchen Ländern Afrikas nach wie vor am Fehlen selbst einfachster Voraussetzungen.
Feldversuche mit Goldenem Reis wurden zunächst 2004 in den USA im Bundesstaat Louisiana durchgeführt. Die USA haben das Cartagena-Protokoll nicht unterzeichnet. Nach längeren Genehmigungsverfahren und zum Teil heftigen örtlichen Kontroversen wurden ab 2008 auch in Entwicklungsländern wie den Philippinen, in Bangladesch Indien und in Vietnam Freilandtests durchgeführt. Goldener Reis wurde in lokale Sorten eingekreuzt; es wurden die zur Zulassung als Kulturpflanze notwendigen Tests durchgeführt. In einigen dieser Länder sind bereits natürlich entstandene Farbvarianten wie Grüner (Vietnam) oder Roter Reis (Philippinen, Indien) etabliert.
Die beim Goldenen Reis gewählte Technologie stellt wegen der Übertragung von artfremdem Erbgut von einem Organismus auf den anderen eine besonders umstrittene Gentechnikvariante dar. Potrykus hatte selbst große Hoffnung in den Ansatz gesetzt, stieß aber auf vehemente Widerstände. Die Herstellung von transgenen Organismen wird auch bei humanitär motivierten Vorhaben wie dem Goldenen Reis von einigen Philosophen und Ethikern als Hybris, als grundsätzlich falscher Umgang mit der Natur und dem Menschen nicht zustehende Manipulation der Natur abgelehnt. Demgegenüber wird auf den grundsätzlich manipulativen Charakter von Landwirtschaft wie Unterschiede bei gentechnischen Verfahren und den so modifizierten Lebewesen verwiesen, die ein solches prima facie Argument unwirksam machten. Ethische Aspekte des Goldenen Reises und der Gentechnik wurden auch bei einer Tagung der Päpstlichen Akademie der Wissenschaften 2009 besprochen, Potrykus fand dabei Anerkennung und Unterstützung für sein Projekt.
Die Entwicklung eines massenhaft anwendbaren Reises mit ausreichenden Vitamingehalten war auch nach 2000 nicht so einfach wie anfangs dargestellt. Die einst besprochenen ersten Entwicklungsstufen des Goldenen Reises hatten deutlich zu geringe Vitamin-A-Gehalte, die verwendeten Sorten und Kultivare waren für den Einsatz in Entwicklungsländern wenig tauglich. Die Lebensbedingungen der Menschen in Vitamin-Mangelgebieten, extreme Armut und geringe Verfügbarkeit von Fetten als Nahrungsmittel schränken die Aufnahme aus dem Reis selbst auch ein. Die patentrechtlichen und zulassungstechnischen Vorgaben und nicht zuletzt der finanzielle Aufwand für Forschung und Entwicklung sind vergleichsweise hoch. Die möglichen Einnahmen aus Nahrungsmitteln mit gentechnisch veränderten Organismen sind gerade wegen der humanitären Ausrichtung auf Menschen in extremer Armut deutlich geringer als in der mittlerweile akzeptierten Roten Gentechnik. Konkurrenz erwuchs dem Goldenen Reis unter anderem mit dem Harvest-Plus-Programm, bei dem versucht wird, entsprechend nährstoffreichere Sorten durch klassische Züchtungsansätze herzustellen. Nicht zuletzt hat sich die Ernährungssituation, insbesondere in Asien, seitdem bereits unabhängig von den Reisvarianten aus wirtschaftlichen Gründen verbessert.

## Genetische und biochemische Grundlagen

Eine einfache Übersicht über die Biosynthese von β-Carotin in Goldenem Reis. Die betreffenden Enzyme sind rot gekennzeichnet.

Nach Angaben von Peter Beyer, dem Mitbegründer des Projekts, ist die genetische Variabilität von Reis zu klein, um mit konventionellen Züchtungsverfahren den Gehalt an β-Carotin im Reiskorn selbst zu steigern. Soll der Gehalt gesteigert werden, müssten Gene aus anderen, karotinbildenden Pflanzen eingeführt werden. Die Anwendung der Gentechnik bei der Bekämpfung von Mangelernährung ist nicht auf transgene und darüber mit Nährstoffen angereicherte Sorten eingeschränkt. Andere gentechnische Verfahren sind mittlerweile in der Präzisionszucht zum Mainstream geworden.
Die Verwendung von gentechnischen Tracerverfahren hat mit zu den erfolgreichsten Sortenneuzüchtungen bei Reis in Entwicklungsländern, etwa der gegen zeitweises Untertauchen resistenteren indischen Sorte Swarna, beigetragen. Diese wurde innerhalb kurzer Zeit zu einer der beliebtesten indischen Reisvarianten und ermöglicht deutlich höhere und verlässlichere Ernteerfolge. Ebenso werden bestehende Reissorten mit gentechnischen Methoden nach gesundheitliche Auswirkungen beim Konsum untersucht. Die genannte Swarna gilt genetisch bedingt als weniger diabetesauslösend als andere konventionell gezüchtete Reissorten.

### Nicht veränderte Carotin-Biosynthese im Reis
Das Molekül Geranylgeranyldiphosphat (GGPP) steht am Eingang der Carotin-Biosynthese. β-Carotin wird auch Provitamin A genannt, da es eine Vorstufe von Vitamin A ist und im menschlichen Körper in Retinol umgewandelt wird.
Die Verfügbarkeit von GGPP begrenzt alle nachfolgenden Schritte der Bildung von Carotin in der Pflanze. Zwei GGPP-Moleküle werden vom Enzym Phytoensynthase (PSY) zu einem Molekül Phytoen verbunden. Damit aus Phytoen β-Carotin werden kann, muss es eine Reihe weiterer chemischer Umwandlungen durchmachen. Diese Umwandlungen werden durch je spezifische weitere Enzyme katalysiert. Insbesondere müssen die pflanzlichen Enzyme Phytoendesaturase (PDS), ζ-Karotindesaturase (ZDS) und Carotin-cis-trans-Isomerase (CRTISO) vorhanden sein. Die drei Enzyme bilden aus Phytoen all-trans-Lycopin. Dieses Molekül hat eine rote Färbung. all-trans-Lycopin wird schließlich durch eine β-Lycopincyclase (β-LCY) zu β-Carotin umgewandelt werden.
Die drei Enzyme PDS, ZDS und CRTISO werden in den grünen Pflanzenteilen, vor allem den Blättern, von der Reispflanze gebildet. Sie sind dort an der Bildung von Carotin beteiligt. Im Reiskorn selbst (dem Endosperm) sind die Enzyme jedoch ganz oder fast vollständig herunterreguliert. Das gelbe β-Carotin wird daher im Reiskorn nicht gebildet; der Reis erscheint weiß.

### Genetische Veränderungen beim Goldenen Reis
Das Ziel der genetischen Veränderungen war es, im Reis-Endosperm einen aufeinander abgestimmten Satz an Enzymen so stark ausprägen zu lassen, dass in nennenswertem Umfang beta-Carotin gebildet wird.
Um die Umwandlung von GGPP in Phytoen zu beschleunigen, wurde für den ersten Goldenen Reis das entsprechende Enzym aus der Narzisse (NpPSY von Narcissus pseudonarcissus) gewählt. Weiterhin war bekannt, dass die Desaturase crtI aus dem Bakterium Erwinia uredovora (neuer Name: Pantoea ananatis) die drei Enzyme PDS, ZDS und CRTISO zur Umwandlung des Phytoen in all-trans-Lycopin ersetzen kann. Auch für die weitere Umwandlung des all-trans-Lycopin in beta-Carotin wurde zunächst auf eine β-Lycopincyclase gesetzt, die aus der Narzisse stammt (NpLCY). Der oben beschriebene Prototyp des Goldenen Reises enthielt daher drei artfremde Gene (NpPSY, NpLCY und crtI).
Die eingesetzten Gene wurden unter die Kontrolle von Glutelinpromotoren gesetzt. Diese Promotoren wirken nur im Endosperm. Die zusätzliche Produktion von beta-Carotin wurde so auf das Reiskorn beschränkt. Der Prototyp des Goldenen Reises wurde erstmals in Form der Sorte des Japonica-Typs Taipei 309 erhalten.
An Golden-Rice-Pflanzen, denen die β-Lycopincyclase-Gen der Narzisse (NpLCY) fehlte – die also das rote all-trans-Lycopin im Reiskorn nicht in das gelbe beta-Carotin hätten umwandeln sollen – wurde aber festgestellt, dass die Reiskörner trotzdem gelb statt rot waren. Es zeigte sich nach weiteren Untersuchungen, dass eine im Reisendosperm aktive β-Lycopinzyklase vorhanden ist, die das Lycopin in ausreichender Geschwindigkeit zu β-Carotin umsetzt. Das NpLCY-Gen der Narzisse war also nicht notwendig. Der Golden Rice 1 enthält daher als Weiterentwicklung des Prototyps nur die beiden artfremden Gene NpPSY und crtI.
Die Phytoensynthase der Narzisse erwies sich nach weiteren Forschungen als weniger leistungsfähig als die Phytoensynthase von Mais. Da es sich hierbei um das geschwindigkeitsbestimmende Enzym handelt, wird in der neuen Variante Golden Rice 2 das entsprechende Mais-Gen ZmPSY statt des Gens aus der Narzisse eingesetzt.

### Weitere Anwendungen und Verfahren
Das von Beyer und Potrykus entwickelte Verfahren ist jenseits von Reis bei einer Reihe von anderen Lebensmitteln, Grundnahrungsmitteln sowie Gemüse und Obst angewendet worden. Dazu gehören unter anderem goldene Kartoffeln, Blumenkohl, Kiwis und goldene Hirse, was neben der Vitamin-A-Anreicherung auch Farbeffekte zur Folge haben kann. Mittlerweile werden weitere Verfahren erforscht, mit denen Grundnahrungsmittel durch die Beifügung von Transgenen nährstoffreicher gemacht werden können. Mittlerweile sind ebenso Varietäten mit vermehrtem Eisen- oder Fettgehalt erhältlich.

## Entwicklungsgeschichte und Stand des Projekts
Polierter Reis enthält kaum β-Carotin, aus dem der menschliche Körper das lebenswichtige Vitamin A herstellen kann. Insbesondere Kinder mit einer abwechslungsarmen Reisnahrung sind daher von Vitamin-A-Mangel bedroht. Durch traditionelle Verfahren der Pflanzenzüchtung war es bis Mitte der 1980er Jahre nicht gelungen, den Gehalt an beta-Carotin zu steigern.
Ingo Potrykus (ETH Zürich) und Peter Beyer (Albert-Ludwigs-Universität Freiburg) begannen 1992 mit der Entwicklung von Goldenem Reis. Die ersten positiven Ergebnisse (Proof of Concept) wurden 1999 erreicht und die ersten Ergebnisse im Folgejahr veröffentlicht.
Die Erfinder ließen sich den Goldenen Reis patentieren. Um den Schritt von der Erfindung zum Produkt gehen zu können, für den Potrykus und Beyer keine ausreichende öffentliche Unterstützung erhielten, verkauften sie das Patent an Zeneca (heute Syngenta). Im Gegenzug stellte Zeneca/Syngenta im Rahmen einer Public-Private-Partnership eine Lizenz für den „humanitären Einsatz“ sowie technologische und andere Unterstützung bereit. Als eine Voraussetzung für die tatsächliche Produktion von Goldenem Reis mussten weiterhin 70 Patentrechte an den verwendeten Verfahren von 32 Patentinhabern eingeholt werden. Da der Goldene Reis frei von Lizenzgebühren abgegeben werden sollte, mussten die Patentinhaber einer freien Nutzung zustimmen. Diese Aufgabe wurde durch den privaten Partner in etwa einem halben Jahr gelöst. Syngenta begann mit der Entwicklung einer „kommerziellen“ Linie von Goldenem Reis, die auf dem erworbenen Patent beruhte, stellte die Entwicklung später jedoch ein.
Im Gegensatz zu den meisten anderen (kommerziell zugelassenen) Eigenschaften gentechnisch veränderter Pflanzen wurden die des Goldenen Reises von einer akademischen deutsch-schweizerischen Forschergruppe entwickelt. Die Firmen, die das Projekt unterstützt haben und heute auch einige Patente halten, haben an dieser Forschung zwar mitgearbeitet, selbst aber auf finanzielle Einnahmen verzichtet. Goldener Reis kann nach Angaben der Herstellerfirma Syngenta nach dem Einkreuzen in lokale Sorten von den Landwirten selbst vermehrt und lizenzfrei angebaut werden. Peter Beyer äußerte sich im Juli 2014 dahingehend, dass die Patentfrage gelöst sei und Bauern in Entwicklungsländern mit einem jährlichen Umsatz von höchsten 10.000 US-Dollar das Saatgut kostenlos zur Verfügung steht.
Finanzielle Förderung erhielt das Projekt in dieser Phase von der Rockefeller Foundation, der United States Agency for International Development und der Syngenta Foundation, aber nicht von europäischen und UN-Organisationen.
Die Zulassung einer genetisch veränderten Pflanze ist an eine Reihe von Bedingungen und Nachweisen an die molekulargenetische Struktur und Funktion der Transgene geknüpft. So mussten Markergene mit Antibiotikaresistenz entfernt werden, und es musste ein Nachweis einer geordneten Integration der Goldenen-Reis-Transgene in das Reisgenom erbracht werden. Insbesondere durften die Transgene (a) nur in einer Kopie vorliegen und (b) nicht verändert sein, (c) sie mussten gegen unbeabsichtigte Expression gesichert sein, (d) sie durften die bestehenden Expressionsmechanismen nicht stören sowie (e) benachbarte Gene oder Expressionssignale weder aktivieren noch inaktivieren, (f) sie durften keine gegebenenfalls vorhandenen mobilen Gene aktivieren und (g) nur eine stabile Expression zu den vorhergesagten Raten und unter den vorgeschriebenen Bedingungen zeigen. Diese Arbeit führte Syngenta im Rahmen seines kommerziellen Golden-Rice-Projekts durch und spendete die Ergebnisse nach dessen Ende dem humanitären Projekt. Diese Arbeiten identifizierten schließlich etwa 2003/2004 einen geeigneten Satz Golden-Rice-Transgene.
2016 haben über 100 Nobelpreisträger Greenpeace dazu aufgefordert, die Kampagne gegen das Golden-Rice-Projekt zu stoppen. Sie argumentierten unter anderem mit Zahlen von UNICEF, die zeigen, dass jährlich 2 Millionen Todesfälle auf Vitamin-A-Mangel zurückzuführen sind.
2017 haben die Behörden, die für die Anerkennung von GVO zuständig sind, Goldenen Reis als Nahrungsmittel in Australien und Neuseeland zugelassen. Entsprechende Bewilligungen sind für die USA und Kanada 2018 ausgesprochen worden. Eine Anbauzulassung steht noch aus.
Die Philippinen erlaubten 2021 erstmals den unbeschränkten, kommerziellen Anbau von Goldenem Reis, nachdem das Philippine Rice Research Institute nach einer Prüfung den Reis als biologisch sicher einstufte. Mit Verweis auf das Vorsorgeprinzip wurde die Genehmigung am 17. April 2024 von einem philippinischen Gericht widerrufen.

## Feldversuche
2004 begannen Feldversuche in Louisiana, USA, die die Stabilität des Transformationsereignisses prüfen sollten. Golden-Rice-Samen wurden nach Vietnam, Indien und die Philippinen (International Rice Research Institute und PhilRice) für die Pflanzenzüchtung geliefert. Die Lieferungen erfolgten entsprechend den Bestimmungen des Cartagena-Protokolls. Es dauerte bis zu zwei Jahre, die teilweise politisch umstrittenen Genehmigungen zu erhalten. Ende 2008 wurden die ersten Feldversuche in einem Entwicklungsland beantragt. Goldener Reis wurde in lokale Sorten eingekreuzt; es wurden die zur Zulassung als Kulturpflanze notwendigen Tests durchgeführt.
Im September 2011 wurde der erste Feldtest auf den Philippinen abgeschlossen. Eine im Jahr 2021 erteilte Zulassung wurde am 17. April 2024 aufgrund von Umweltbedenken widerrufen. Das entsprechende Gerichtsverfahren wurde von Greenpeace und weiteren Nichtregierungsorganisationen angestrengt.
Im Januar 2012 genehmigte die Regierung von Bangladesch auf Antrag des staatlichen Bangladesh Rice Research Institute (BRRI) Testreihen mit Goldenem Reis. Der Entscheidung waren monatelange Beratungen innerhalb der Regierung vorausgegangen.

## Prognostizierte Gesundheits- und Wohlfahrtswirkungen
Eine 2004 veröffentlichte Studie kommt zum Ergebnis, dass die Anwendung von Goldenem Reis in den Philippinen die Folgen der Vitamin-A-Mangelernährung (Blindheit, erhöhte Sterblichkeit) nicht vollständig beseitigen, aber die Gesundheit deutlich verbessern kann. Goldener Reis sollte daher nicht als Ersatz, sondern als Ergänzung anderer Programme zur Verbesserung der Versorgung der Bevölkerung mit Mikronährstoffen eingesetzt werden. Die vorläufigen Schätzungen gehen davon aus, dass Gesundheitsverbesserungen im wirtschaftlichen Wert von 16 bis zu 88 Mio. US-Dollar eintreten (DALY). Forschungs- und Entwicklungsmitteln, die hier eingesetzt werden, wird eine Rentabilität von 66 % bis 133 % vorhergesagt.
Anderson und Kollegen schätzten 2005 die globalen Wohlfahrtsgewinne des Goldenen Reises auf Basis einer Simulation auf mehr als 15 Milliarden US-Dollar pro Jahr. Der größte Betrag käme Asien zugute. Ein wichtiger Mechanismus in diesem Modell ist eine erhöhte Arbeitsproduktivität insbesondere armer Asiaten durch verbesserte Gesundheit.
Eine sozioökonomische ex-ante-Studie (2006) kommt zu der Einschätzung, dass durch die Einführung von Goldenem Reis ein hoher Prozentsatz der durch Vitamin-A-Mangel verursachten Krankheits- und Sterbefälle, vor allem bei Kleinkindern, verhindert werden könnte, und dass Goldener Reis selbst unter pessimistischen Annahmen mit Kosten von unter 20 US-Dollar pro gerettetem Lebensjahr (DALY) deutlich billiger sei als Supplementierung (134–599 US$). Insgesamt könnten in Indien pro Jahr 40.000 Menschenleben gerettet werden. Unter optimistischen Annahmen lägen die Kosten bei 3 US$ pro DALY. Der Grund für diese niedrigen Kosten sei die problemlose Weiterverwendung und -verbreitung des Saatguts aus Ernten unter Bauern.
Die erstmalige Zulassung wurde ursprünglich für 2002 erwartet. Ingo Potrykus macht extrem hohe und wissenschaftlich ungerechtfertigte Zulassungshürden für die jahrelangen Verzögerungen verantwortlich. Wesseler/Zilberman (2014) schätzen, dass die Nichteinführung von Goldenem Reis allein in Indien seit 2002 – dem Jahr, in dem die Sorte frühestens hätte eingeführt werden können – 1,42 Millionen Lebensjahre gekostet hat. Die Autoren führen die Verzögerung neben anderen Faktoren auch auf die politisch-ökonomische Macht der Lobbygruppen zurück, welche sich gegen die Einführung von Goldenem Reis stellen.

## Kontroversen

### Grundsätzliche Aspekte
Greenpeace bezweifelt die Wirksamkeit von Goldenem Reis und argumentiert, dass die Mittel, die für die Entwicklung von Goldenem Reis aufgewandt wurden, besser für bereits existierende Methoden ausgegeben wären, den Vitamin-A-Mangel zu bekämpfen. Dies gelte insbesondere für Methoden, die eine Ökologische Landwirtschaft, inklusive Nahrungsmittelsicherheit und landwirtschaftliche Vielfalt beförderten. Auch würden von UNICEF erfolgreich Vitamin-A-Präparate zur Senkung des Mangels eingesetzt werden. Nach Peter Beyer sei eine flächendeckende Versorgung mit Vitamin-A-Präparaten in den betroffenen Ländern jedoch nicht möglich, überdies sei diese Lösung mit Abstand teurer als die Vitamin-A-Versorgung über Goldenen Reis. Bezüglich des Nährwerts des Goldenen Reis wurden Befürchtungen laut, dass bei überwiegender Ernährung mit dem Produkt eine Provitamin-A-Überversorgung und damit eine Vitamin-A-Vergiftung auftreten könnte. Die Koordinierungsstelle des Goldenen-Reis-Projekts, das International Rice Research Institute, gibt an, dass überschüssiges β-Carotin entweder unverändert gespeichert oder ausgeschieden wird. Das Institut verweist dazu auf das Konsenspapier einer Expertengruppe zu β-Carotin, welche 2009 zu dem Ergebnis kam, dass das Carotinoid eine sichere Quelle für die Versorgung des menschlichen Körpers mit Vitamin A sei.
Ein weiterer Kritikpunkt betrifft die durch Marketingaktivitäten beeinflusste Beliebtheit von poliertem Reis, da unpolierter Reis – also Reis, bei dem die Aleuronschicht nicht entfernt worden ist – in dieser Schicht ausreichend Vitamin A besitze. Peter Beyer gibt an, dass die äußeren Schichten des unpolierten Reiskorns nur geringste Mengen von Karotinoiden enthalten würden, die ernährungsphysiologisch irrelevant seien.

### Kritik an klinischen Studien
Nachdem im August 2012 ein Fachartikel im American Journal of Clinical Nutrition zur Vitamin-A-Versorgung durch goldenen Reis bei Kindern erschien, warf Greenpeace den beteiligten Wissenschaftlern vor, sie hätten die Probanden gefährdet, da die Sicherheit des goldenen Reis noch nicht ausreichend erprobt sei. Die zugrundeliegende Studie wurde 2008 in der chinesischen Provinz Hunan gestartet. Bereits im Februar 2009 kritisierte eine international zusammengesetzte Gruppe von 22 Akademikern im Rahmen eines Offenen Briefes, der auf der Website des Think-Tanks Institute of Science in Society veröffentlicht wurde, dass GR2 (Golden Rice 2) in drei klinischen Studien an Erwachsenen und Kindern getestet werde, ohne dass GR2 einen behördlichen Regulierungsprozess durchlaufen habe. Die größte Sorge der Unterzeichner ist dem Offenen Brief zufolge, dass GR2 niemals an Tieren getestet wurde. Dabei gäbe es umfangreiche medizinische Literatur, die zeige, dass Retinoide, die aus β-Carotin gebildet werden können, sowohl toxisch seien als auch Geburtsdefekte verursachen würden. Die Unterzeichner des offenen Briefes sahen unter diesen Umständen in den drei Tests an Menschen eine Verletzung des Nürnberger Kodex in vielerlei Hinsicht und riefen Robert Russell von der durchführenden Tufts University dazu auf, die Studien sofort zu stoppen. Der Leiter des Golden Rice Projects, Adrian Dubock, bestritt daraufhin, dass der Nürnberger Kodex verletzt wurde. Er sagte, die Tests seien durch unabhängige Ethikkommissionen erlaubt worden. Es sei unmöglich, dass sich die Studien nachteilig auf die Teilnehmer auswirken. Weil Menschen die designierten Nutznießer des Goldenen Reises seien, könnten Tierversuche die gestellten Fragen nicht beantworten.
Die Tufts University veranlasste 2012 mehrere Untersuchungen der Studie: Eine durch Tufts' eigenes Ethikkomitee, eine weitere zum Thema Ethik durch ein externes zusammengestelltes Team sowie eine interne Untersuchung, ob wissenschaftliches Fehlverhalten vorliegt. Die Untersuchungen ergaben keine Anhaltspunkte für eine gesundheitliche Gefährdung der Studienteilnehmer. Das Ethikkomitee der Tufts University stufte jedoch die Durchführung der Studie als ethisch unzureichend ein. So wurden keine ausreichenden Hinweise dafür gefunden, dass die Studie von einem Ethik-Review Board in China in Übereinstimmung mit geltenden Normen überprüft und genehmigt worden war. Es wurde festgestellt, dass einige Einverständniserklärungen vor Versuchsbeginn nicht vorlagen. Auch gab es Anhaltspunkte dafür, dass Daten an einigen Einverständniserklärungen geändert worden waren. Die Autoren wurden aufgefordert, dies gegenüber der veröffentlichenden Zeitschrift deutlich zu machen. Das Team der externen hinzugezogenen Experten kritisierte, dass den Studienteilnehmern gegenüber verschwiegen wurde, dass das vermehrte β-Carotin im getesteten Reis auf gentechnische Veränderungen bei der Sortenkreierung zurückgeht. Mittlerweile wurden drei am Projekt beteiligte chinesische Forscher aus ihren Positionen entlassen. Ihnen wird eine Verletzung von Vorschriften, von ethischen Bestimmungen und der wissenschaftlichen Integrität angelastet. Die Fachzeitschrift American Journal of Clinical Nutrition gab am 29. Juli 2015 ihr Zurückziehen der Veröffentlichung der Studienergebnisse bekannt. Es fehlten Nachweise der Genehmigung durch eine chinesische Ethikkommission und die volle formale Zustimmung der Patienten zu dem Experiment.

## Fernsehberichte
- Daniel Mennig: Der Wunderreis – Wie eine Schweizer Gentech-Erfindung Millionen von Kindern retten soll in SRF vom 28. März 2013, 20:05, WH in 3sat vom 25. September 2013 21:05[51]
- Kontroverse zu dem Film Der Wunderreis (Verletzung der journalistischen Sorgfaltspflicht) vom 13. Mai 2013